# Puerto de La Ragua
El puerto de La Ragua es un puerto de montaña de Sierra Nevada en Ferreira situado a 2041 m s. n. m. Se encuentra en una vía de la red secundaria entre las provincias de Granada y Almería (España). En sus inmediaciones existe equipamiento deportivo y de ocio que incluye una estación recreativa y de esquí de fondo.

## Naturaleza

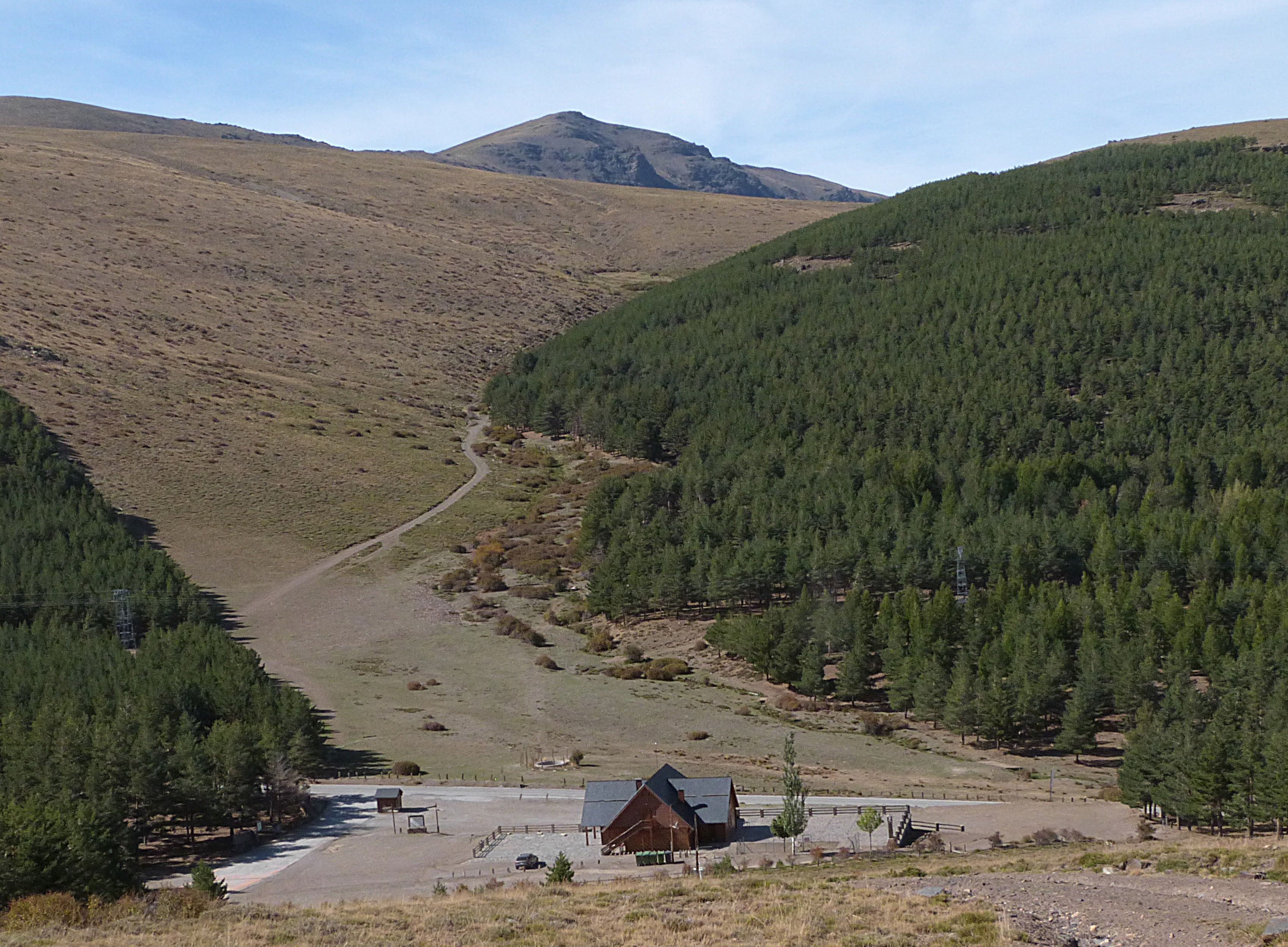
Puerto de La Ragua (octubre)

Se encuentra en el parque nacional de Sierra Nevada.
En cuanto a la fauna, señalar la presencia de pinzones, los carboneros, los arrendajos, mirlo común y palomas torcaces. Asimismo, destacar las mariposas de como la Ortiguera (Aglais urticae). También hay presencia de zorros, comadrejas, ginetas, tejones, jabalíes, topillos nivales y comunes y cabra montés. Además, señalar el lagarto ocelado, la víbora, la culebra de escalera y la culebra lisa, además de la culebra viperina.
Señalar la fuente del Pilar de las Yeguas.

## Historia
Señalar la presencia de la vía ganadera para el tránsito del ganado transtemitante desde los pastos de invierno de Dalías a los pastos de verano del puerto de la Ragua empleada desde la época romana y nombrada en el Libro de Población del siglo XVI. Existen además otras vías pecuarias como la Cañada Real del Puerto de la Ragua, o el cordel de Iniza.
El paso del puerto de la Ragua se encontraba en el siguiente estado a finales del siglo XIX, de acuerdo con el accitano Pedro Antonio de Alarcón:

La Sierra, no es franqueable en todo el año, sino algunos pocos días del mes de Julio («entre la Virgen del Carmen y Santiago» -dicen los prácticos del terreno), y eso con insufrible fatiga y peligros espantosos... Cierto que por la parte de Guadix, casi al extremo de la cordillera, hay un Puerto, llamado de la Ragua (Rawa se escribía antes), al que conducen escabrosísimas sendas, y por donde es algo frecuente el paso en días muy apacibles, si bien nunca en el rigor del invierno; pero, así y todo, se han helado allí, en las cuatro Estaciones, innumerables caminantes, de resultas de los súbitos ventisqueros que se mueven en aquel horroroso tránsito.
Pedro Antonio de Alarcón libro de viajes La Alpujarra: sesenta leguas a caballo precedidas de seis en diligencia

En 1999 se crea el parque nacional de Sierra Nevada. En la actualidad circulan unos 200 vehículos al día por el puerto, que presenta una importante afluencia de visitantes para realizar actividades de ocio y deportes de invierno y naturaleza. La carretera A-337 a su paso por el puerto es estrecha y presenta peligrosidad, sobre todo en la cara norte en los meses de invierno.

## Estación recreativa puerto de la Ragua
Está gestionada por un consorcio que representa a las diputaciones provinciales de Almería y Granada, así como a los ayuntamientos de Ferreira, Nevada y Bayárcal. Está acondicionada con infraestructuras para la práctica de deportes de invierno, de naturaleza y turismo activo, como senderismo, orientación, rutas BTT, ascensiones, esquí de fondo, trineos de perros y esquí de travesía.
En cuanto a la práctica del BTT señalar el centro BTT Sierra Nevada y las rutas del barranco de Bayárcal, ruta del Chullo y la del Pilar de las Yeguas.
Se han celebrado competiciones como el Trofeo la Ragua de Esquí de Montaña, y la Universiada de invierno de 2015.
En cuanto al senderismo, se pueden realizar las rutas La Ragua - Aldeire (PR-A333), el GR-7 en su tramo de Laroles a Bayárcal y el GR-140 de La Ragua a Cabo de Gata.

## Ciclismo de competición
El puerto de la Ragua es un puerto de primera categoría por el que ha pasado la Vuelta Ciclista a España en las ediciones de 1986 y 2009 desde Cherín. Está considerado uno de los tres puertos más duros de la provincia de Granada junto a los puertos de Haza del Lino (Polopos) y Cerrajón de Murtas y cercano a la exigencia de los puertos de categoría especial.